# Флеминг (окръг, Кентъки)
Окръг Флеминг (на английски: Fleming County) е окръг в щата Кентъки, Съединени американски щати. Площта му е 909 km², а населението - 13 792 души (2000). Административен център е град Флемингсбърг.